# Achille Baraguey d'Hilliers
Achille Baraguey d'Hilliers (Parigi, 6 settembre 1795 – Amélie-les-Bains-Palalda, 6 giugno 1878) è stato un generale francese, Maresciallo di Francia sotto Napoleone III.

## Biografia

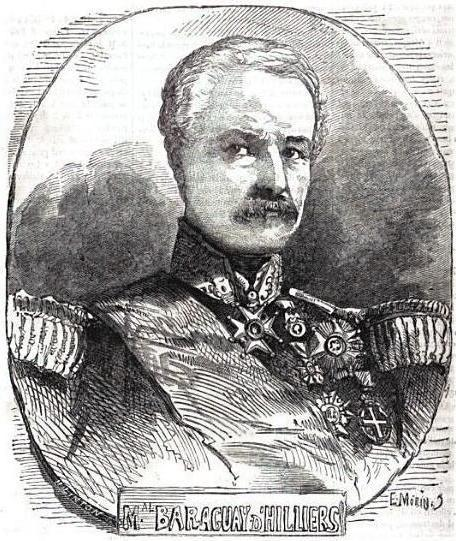
Il generale Baraguey d'Hilliers in un'incisione d'epoca di Edmond Morin

Figlio del generale del Primo Impero Louis Baraguey d'Hilliers, fu educato alla Prytanée national militaire, ed all'età di undici anni entrò come cadetto nel 9º Reggimento Dragoni. Prese parte alla campagna di Russia nel 1812
Nell'ottobre del 1813, appena diciottenne, gli fu amputata la mano sinistra da un colpo di cannone durante la battaglia di Lipsia, dove serviva in qualità di aiutante di campo del maresciallo Marmont. Per questa menomazione d'Hilliers veniva chiamato "bon dru" (mancino) anche se la mano amputata era proprio la sinistra.
Promosso capitano, nel 1815 partecipò alla battaglia di Quatre Bras. Servì sia sotto la Restaurazione che sotto la Monarchia di Luglio. Nel 1823 partecipò alla campagna destinata a restaurare la casa di Borbone sul trono di Spagna. Si distinse quindi in Algeria dove fu nominato colonnello dopo la presa di Algeri, nel 1830.
Nel 1834 fu nominato vice governatore dell'École spéciale militaire de Saint-Cyr. In tale veste soffocò un complotto repubblicano nato nella scuola stessa ad opera di un tale Guinard. Nel 1836, nominato generale di brigata, divenne governatore dell'École .
Prese parte alla campagna d'Africa, dove, sebbene gli insuccessi, fu nominato generale di divisione, il 6 agosto 1843, e comandante della guarnigione della città algerina di Costantina.
Messo a riposo nel 1844, venne reintegrato tre anni dopo e nominato ispettore generale della fanteria.
All'epoca della rivoluzione di febbraio comandava la piazza di Besançon, e, in tale ruolo, si oppose energicamente all'invasione della "Repubblica rossa" dei commissari di Ledru-Rollin.
La Franca Contea lo nominò in seguito rappresentante del popolo all'Assemblea nazionale e poi deputato per il dipartimento del Doubs all'Assemblea Nazionale Costituente e all'Assemblea legislativa, dove sedeva a destra. Fu anche nominato ufficiale della Legion d'Onore.
Nel 1851 Napoleone III lo inviò a Roma in qualità di comandante in capo dell'esercito di occupazione e ambasciatore straordinario; ebbe così il compito di sostenere il reinsediamento sul trono pontificio di papa Pio IX, deposto dalla Repubblica Romana.
Sostenitore di Napoleone III, fu nominato comandante dell'Armata di Parigi, sempre nel 1851, al posto di Changarnier, ma, pur in tale ruolo, non ebbe parte nel colpo di Stato del 2 dicembre 1851.

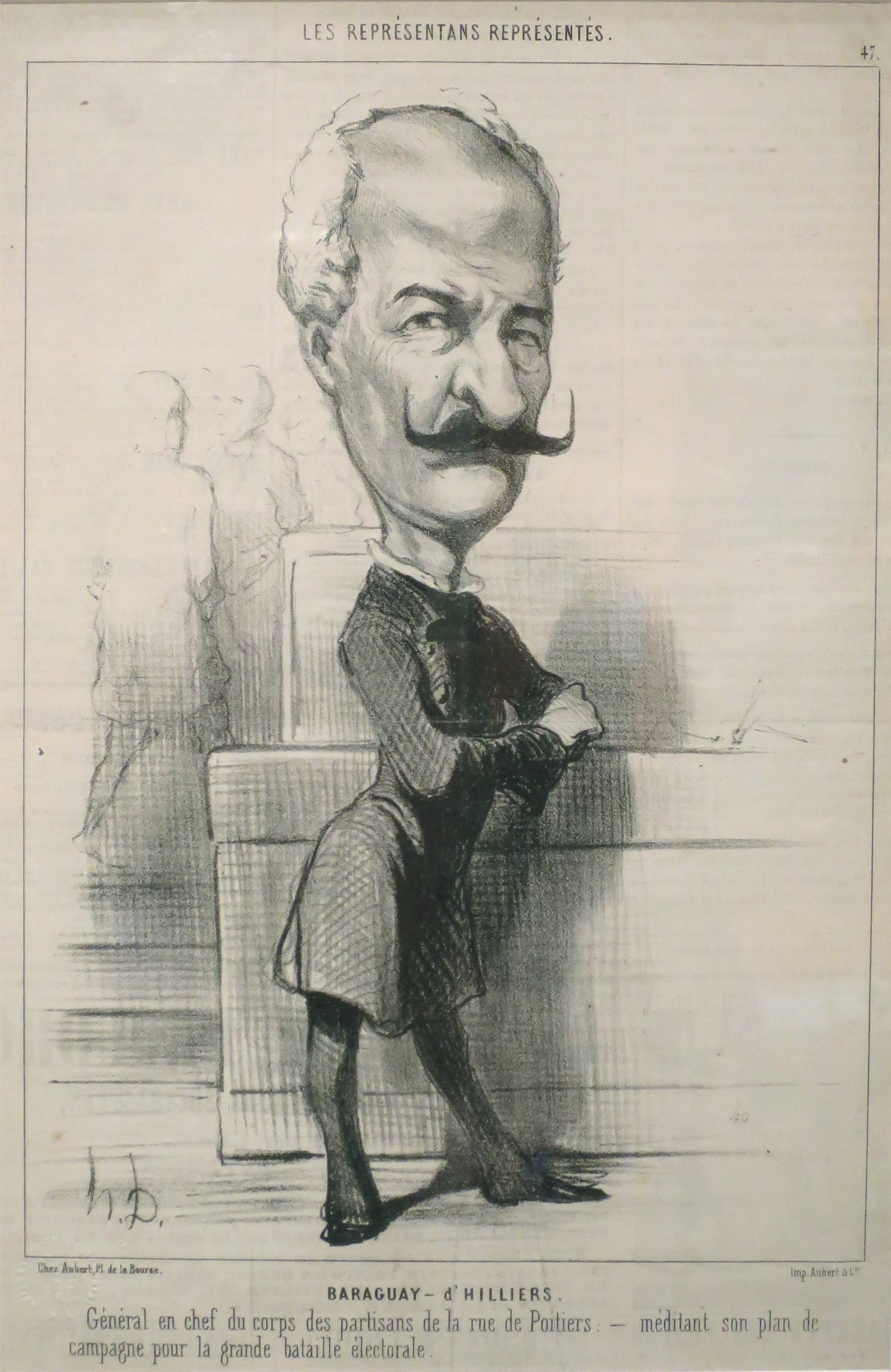
Il generale Baraguey d'Hilliers in una caricatura d'epoca

Nel 1853 Baraguey-d'Hilliers fu inviato a Costantinopoli come ambasciatore straordinario, ma l'anno dopo fu richiamato in patria. Durante la guerra di Crimea diresse la spedizione del Baltico (1854). Dopo la cattura di Bomarsund ricevette il bastone da maresciallo, e divenne senatore.
Combatté poi in Italia dove partecipò alla battaglia di Solferino e San Martino (1859). Dopo la guerra ricevette il comando del V Corpo d'armata di stanza a Tours.
Allo scoppio della guerra franco-prussiana del 1870 era comandante della piazza di Parigi: all'indomani della disfatta di Sedan presiedette al consiglio d'inchiesta sulla capitolazione.

## Araldica
| Stemma | Descrizione                       | Blasonatura |
|        | Achille Baraguey d'Hilliers Conte | D'argento, alla banda di rosso, accompagnata in capo da un'anatra di nero senza becco, col capo d'azzurro caricato di tre piedi di corvo d'argento. Supporti: due leoni raffrontati. Motto: FAIS CE QUE DOIS, ADVIENNE QUE POURRA |